# 23712 Willpatrick
23712 Willpatrick (1998 AA) là một tiểu hành tinh vành đai chính được phát hiện ngày 1 tháng 1 năm 1998 bởi W. G. Dillon và E. R. Dillon ở Needville.